# Roznov (Neamț)
Roznov es una ciudad con estatus de oraș de Rumania ubicada en el distrito de Neamț.
Se conoce la existencia de la localidad desde 1419. Adquirió estatus urbano en 2003. En su territorio se incluyen como pedanías los pueblos de Chintinici y Slobozia.
Se ubica unos 10 km al sureste de Piatra Neamț, sobre la carretera 15 que une Piatra Neamț con Bacău. El río Bistrița pasa por Roznov.

## Demografía
Según el censo de 2011, tiene 8593 habitantes, mientras que en el censo de 2002 tenía 8726 habitantes. La mayoría de la población es de etnia rumana (87,52 %), con una minoría de gitanos (4,78 %).
La mayoría de los habitantes son cristianos de la Iglesia Ortodoxa Rumana (90,11 %).